# 萩原一至
萩原一至（日语：／ Hagiwara Kazushi，1963年4月4日—），日本漫畫家、同人作家。男性。O型血。代表作是《BASTARD!! -暗黑的破壞神-》。

## 來歷
萩原一至出生於東京都，後移居千葉縣千葉市。他高中1年級時重讀了三次（留級、退學、重新入學、再留級），然後在17歲時離家出走。他租了一間公寓並兼職工作，同年夏天，他騎著一輛50cc的摩托車繞了半個北海道，這讓他有時間思考自己的人生，最後，他決定從高中退學。
幾年後，他回到家鄉，就讀東京東京設計師學院設計系，後來轉入動畫系。他申請了學校內部刊登的漫畫家丹迪·松本的助手職缺，並在學校期間開始了約2年的助手訓驗。2年級時，他與動畫系的同學鶴田洋久、由美森尾開始了名為「MADE GENIUS」的合作漫畫計劃，並畫出了自己的第一部漫畫。
22歲從東京設計師學院畢業後，他在《週刊少年Jump》的頁尾看到一則招募助理的廣告，他成為當時連載《橙路》第二年松本泉的助手。正是在這裡，他遇到了也擔任助手的本多將和岡崎武士，以及集英社的高橋俊昌，對萩原本身作品產生了重大影響。有傳聞稱，松本身體狀況惡化、昏倒的那個星期，松本的助手們獨自完成了整個作畫過程。
24歲時，萩原利用助手工作之餘，為「戲仿漫畫 A子計劃2」（1987年8月，Rapport株式會社出版）創作了戲仿《A子計劃》的戲仿漫畫「GOOD WEATHER」（全14頁）。與《A子計劃》同時期，其正式出道作品「微熱口紅」發表於《週刊少年Jump特別編輯 夏季特別號》（《週刊少年Jump增刊》，1987年7月28日發行）上。這部作品在讀者調查中獲得了正面的評價，因此他決定在《Jump》雜誌上發表第2部短篇。由於截止日期逼近，他沒有參加即將到來的《橙路》最終回，離開了松本泉的工作室。
他的第二部短篇《WIZARD!! ～爆炎的征服者～》發表在1987年《週刊少年Jump》47號上。短篇《VIRGIN TYRANT》刊登於《週刊少年Jump冬季特別號》（1988年初《週刊少年Jump增刊》）上，《BASTARD!! -暗黑的破壞神-》的連載則從1988年《週刊少年Jump》14號開始。

## 活動
他是左撇子，是一位對繪畫非常講究的漫畫家，喜歡高品質和細節豐富的圖像。他的風格大量使用了網點色調，影響了1980年代到1990年代中期的日本漫畫界，至今在角川和電擊漫畫中仍然可以看到他的影響。
由於對製作的執著，他以寫作緩慢而聞名。1988年至1989年在《週刊少年Jump》連載《BASTARD!! -暗黑的破壞神-》期間經歷了每週連載，但此後經常中斷。自2001年起，同一作品在《Ultra Jump》上不定期連載，但有時也會刊登未完成的手稿。
除了作為職業漫畫家在商業雜誌上連載作品外，他還以同人作家活躍，並以定期參與同人誌活動而聞名。
從過去到現在，他唯一在畫的連載作品就是《BASTARD!! -暗黑的破壞神-》。他最喜歡的漫畫家是永井豪和手塚治虫，他也在YouTube上表示希望看到《三眼神童》續集以同人誌的形式發行。

## 《BASTARD!! -暗黑的破壞神-》連載的變化
轉至《週刊少年Jump增刊》
《BASTARD!! -暗黑的破壞神-》從1988年14號開始在《週刊少年Jump》上連載，但由於作者腰痛的原因，在連載開始的第二年，即1989年36號突然中斷。隔年，即1990年，作品轉移到季刊（每年出版4次）《週刊少年Jump增刊》恢復連載。由於季刊的頁數是固定的（60～80頁），而且製作過程需要很長時間，因此在作畫方面有追求更高質量的傾向，但故事的發展卻停滯不前，章節數量也增加。還有，雖然在連載期間有時會發表草稿，但修訂和擴充的部分以大約每年2冊的速度出版。該作品於1990年至1996年在《週刊少年Jump增刊》上連載，歷時約6年，單行本已出版了第9冊至第18冊。
1992年，被稱為「最終章」的「罪與罰篇」開始，但由於故事進展停滯，即使過了4年，至1996年夏天（《週刊少年Jump增刊》連載的最終回）為止，「罪與罰篇」的結束以及作品本身的完成度尚未實現。
在《週刊少年Jump》重新連載
1996年，發行量位居少年雜誌第一的《週刊少年Jump》，在1997年49號時，就被發行量位居第二的《週刊少年Magazine》所超越。編輯部感受到了危機，為了吸引「黃金時代」的作家們，將《BASTARD!! -暗黑的破壞神-》從《週刊少年Jump增刊》帶回《週刊少年Jump》，以便扭轉局勢。作品由此重返《週刊少年Jump》，但在《週刊少年Jump增刊》上的連載在「罪與罰篇」的高潮之前便中斷了，故事並未完結。
《BASTARD!! -暗黑的破壞神-》在《週刊少年Jump》的重新連載採取了不同尋常的措施，每4週連載一次，共24～30頁，雖然是週刊，但卻被稱為「每月一次連載」。另外，隨著連載雜誌變更，故事將在「罪與罰篇」4年後，從「背德的法規篇」重新開始，而上述的「罪與罰篇」將是最終章，後來被撤回。當該系列在《週刊少年Jump》上恢復連載時，最初計劃用2到3期完成了「背德的法規篇」，然後再回到「罪與罰篇」的續集。然而該系列第二次以未完成的手稿形式出版了8頁（全部為雙頁跨頁圖畫）。此後，故事發展開始拖沓，作畫也充滿了未完成的手稿，連續幾期一直不斷增加。
最終，維持每個月的連載變得很困難，《週刊少年Jump》的最後3回分別是在1999年的第30號→同年大約3個月後的第41號→大約11個月後次年2000年的第36、37合併號，之後改為不定期發表。於《週刊少年Jump》連載長達3年左右，但「背德的法規篇」的完結和「罪與罰篇」的回歸並未實現，他在「背德的法規篇」的途中，離開了《週刊少年Jump》雜誌。在單行本版中，這對應於第19冊至第22冊的途中。
大約在同一時間，當一名讀者在其官方網站的電子掲示板問題中指出荻原經常中斷連載時，他用不同的帳戶暱稱並假裝成其他人進行了回應。一場爭論隨即發生，當人們發現那正是萩原本人後，他就完全從留言板上消失了。在單行本的後記中，他解釋道「我在網上真的很生氣（笑）」。
《Ultra Jump》連載
2001年，隨著該系列將在《Ultra Jump》上恢復連載的消息傳出，也宣佈出版《BASTARD!! -暗黑的破壞神- 完整版》（以下簡稱「完整版」）。不過，在《Ultra Jump》上連載曾經多次中斷，仍用鉛筆畫的手稿繼續按原樣出版，這是最不穩定的。此外，從《完整版》第2冊開始，該系列轉向使用電腦的數位作畫。作品已進行大幅擴充和修訂（幾乎完全重繪）。
然而，作畫環境的急劇變化導致作品的製作進一步推遲，自2010年6月號之後它就再也沒有出現在《Ultra Jump》上。

## 作品列表

### 漫畫
- 微熱口紅
- VIRGIN TYRANT
- 爆炎學園Guardless（日语：爆炎CAMPUSガードレス）（原作）
- BASTARD!! -暗黑的破壞神-

### 畫冊
- 《BASTARD!! GUARDRESS 萩原一至 ILLUSTRATIONS》（1995年）
  - 其中包含了與《BASTARD!! -暗黑的破壞神-》相關的插圖、作品的設定集以及在長期連載開始前創作的兩篇短篇故事。
- （2011年）
  - 由虎之穴獨家銷售的同人畫集。其中包含與《BASTARD!! -暗黑的破壞神-》相關的插圖以及遊戲插圖。另外，「裸」的讀音是「Nude」。

### 人物設定
- 解放之刃REXX（日语：アンチェインブレイズ レクス）（庫琉尼婭）
- 最終幻想XI擴充數據光碟「雅特林的魔境」（風水士、魔法劍士）
- 紅蓮之王（日语：LORD of VERMILION） III（冥王）
- 大戰亂!! 三國志大戰（王桃、關索、鮑三娘）
- 最終騎士（人物原案）

## 相關人物

### 師父
- 丹迪·松本（日语：ダーティ・松本）[e]
- 松本泉[1]

### 助手
- 井上拓也[7]
- 山根和俊（日语：山根和俊）[8]
- 小林瑞代（日语：小林瑞代）[9]
- 森小太郎[10]
- 小林拓己（日语：小林拓己）

### 其它
- 赤堀悟—《爆炎學園Guardless（日语：爆炎CAMPUSガードレス）》的共同原作者
- 豬股睦美—插畫家、動畫師。她影響了荻原的繪畫風格（尤其是女性人物）。作品《BASTARD!! -暗黑的破壞神-》中登場的「愛與美的女神 伊諾·瑪塔」就是出於對豬股的敬意而命名的。2024年3月，在豬股去世的消息公佈後，萩原在X（前Twitter）上發布了第一幅伊諾·瑪塔的插圖，並附上悼念資訊[11]。

## 其它
- 週刊雜誌《FLASH（日语：FLASH (写真週刊誌)）》於2015年12月22日號將《BASTARD!! -暗黑的破壞神-》列入「十大性感漫畫」並進行了評論。當時該連載正處於停載狀態，他也談到了自己未來的抱負。
- 過去，只要有空閒時間，他就會去淡路島的一個斷食道場（日语：断食療法）（五色縣民健康村健康道場（日语：五色県民健康村健康道場）？）留在那裡，在《BASTARD!! -暗黑的破壞神-》單行本裡，有時會出現關於這個斷食道場的故事。漫畫的形式。久我山璃花子（日语：久我山リカコ）就是在這座斷食道場遇見萩原之後，成為了一名漫畫家。

## 腳註

## 外部連結
- SHOPPAGE （日語）—本人授權的網路商店。它的發音不是「Shop Page」，而是「Shoppage」。
- 萩原一至的X（前Twitter） （日語）